# Santa Cruz Km. 48
Santa Cruz Km. 48 es una localidad peruana ubicada en el distrito de Chulucanas, perteneciente a la provincia de Morropón del departamento de Piura, al norte del Perú. 

## Ubicación
Santa Cruz Km. 48 se ubica al noroeste de la provincia de Morropón, en el distrito de Chulucanas, en el departamento de Piura.

## Demografía
En 2017 Santa Cruz Km. 48 tenía una población de 5 habitantes.